# Bodo Hamprecht
Bodo Hamprecht (* 12. Oktober 1940 in Hannover; † 20. April 2005 in Berlin) war ein deutscher theoretischer Physiker.
Hamprecht arbeitete auf dem Gebiet der Elementarteilchenphysik. Bis zu seinem Tod war er Professor für theoretische Physik an der Freien Universität Berlin und zeitweilig Geschäftsführender Direktor am Institut für Theorie der Elementarteilchen der FU Berlin.
Seine schulische Bildung erhielt er maßgeblich an einer Waldorfschule, was ihn zeitlebens prägte. Im Physikstudium an der Universität Hannover wurde er mit Hagen Kleinert bekannt, mit dem er auch später in Berlin verbunden blieb. Während Kleinert jedoch sein Studium in den USA fortsetzte, arbeitete Hamprecht am Institut für angewandte Mathematik und theoretische Physik in Cambridge und war Mitglied des Gonville and Caius College. Er promovierte 1967 mit einer Arbeit über Elementarteilchenphysik. Bereits 1970 erhielt er eine Professur am damals schnell expandierenden Fachbereich Physik der FU Berlin.
Hamprecht war bekannt für großes Engagement in der Lehre und seine alternativen Lehrmethoden, geprägt von anthroposophischen Ideen. Auch organisierte er Veranstaltungen für Kinder, war lange hauptverantwortlich für Auslandskontakte, und unterstützte streikende Studenten während der Proteste im Herbst 2003 tatkräftig.